# Inga bullata
Inga bullata är en ärtväxtart som beskrevs av George Bentham. Inga bullata ingår i släktet Inga och familjen ärtväxter. IUCN kategoriserar arten globalt som sårbar.

## Underarter
Arten delas in i följande underarter:
- I. b. bullata
- I. b. glabrescens